# Пантелеева, Ксения Геннадьевна
Ксения Геннадьевна Пантелеева (укр. Ксенія Геннадіївна Пантелеєва; род. 11 мая 1994) — украинская фехтовальщица-шпажистка. Серебряный призёр Кубка мира 2012 в командном зачёте, чемпионка Украины. Заслуженный мастер спорта.

## Биография
Родилась в 1994 году во Львове.
В 2012 году приняла участие в Олимпийских играх в Лондоне, но стала лишь 30-й в личном первенстве, а в командном зачёте украинские шпажистки оказались на 8-м месте. В 2015 году завоевала бронзовую медаль чемпионата мира.
В 2016 году приняла участие в Олимпийских Играх в Рио де Жанейро, но стала лишь 27 в личном первенстве, а в командном зачете украинские шпажистки снова заняли 8 место.
Бронзовый Призёр Всемирной Универсиады (2013 и 2017) в Казани РФ и Тайпее КНР. Чемпионка Всемирной Универсиады-2017 в Тайпее КНР в командном зачете.
Многократный чемпион и призер этапов Кубка Мира.
Тренер А. В. Орликовский.